# Begin Again (bài hát của Taylor Swift)
"Begin Again" là một bài hát của ca sĩ kiêm sáng tác âm nhạc người Mỹ Taylor Swift, nằm trong album phòng thu thứ tư của cô, Red (2012). Nó được phát hành dưới vai trò đĩa đơn thứ hai trích từ album vào ngày 1 tháng 10 năm 2012 bởi Big Machine Records. Được sản xuất bởi Swift, Dann Huff và Nathan Chapman, "Begin Again" là một bản ballad country và soft rock nhẹ nhàng với tiếng guitar acoustic, guitar dây thép và bộ gõ. Lời bài hát nói về việc rơi vào tình yêu lại sau khi trải qua một mối quan hệ thất bại trước đó.
Các nhà phê bình âm nhạc khen ngợi quá trình sản xuất nhẹ nhàng và tinh tế, cách sáng tác mang đậm chất tự sự và hoan nghênh quan điểm trưởng thành của Swift về tình yêu. "Begin Again" được đề cử cho hạng mục Bài hát đồng quê hay nhất tại Lễ trao giải Grammy thường niên lần thứ 56 vào năm 2014. Tại Hoa Kỳ, đĩa đơn đạt vị trí thứ bảy trên Billboard Hot 100 và được chứng nhận đĩa bạch kim bởi Hiệp hội Công nghiệp Ghi âm Hoa Kỳ (RIAA). Nó đạt vị trí thứ 4 trên Canadian Hot 100 và được chứng nhận vàng bởi Music Canada (MC).
Video âm nhạc đi kèm của bài hát do Philip Andelman làm đạo diễn. Được quay ở Paris, video mô tả Swift đi dạo quanh thành phố với một người đàn ông mà cô yêu. Swift đã biểu diễn trực tiếp "Begin Again" tại Giải thưởng Hiệp hội Nhạc Đồng quê lần thứ 46 vào năm 2012 và đưa bài hát vào danh sách trình diễn của The Red Tour (2013–2014). Swift đã phát hành một phiên bản tái thu âm của bài hát mang tựa đề "Begin Again (Taylor's Version)" như một phần của album tái thu âm thứ hai của cô, Red (Taylor's Version) (2021).

## Thực hiện
Swift tiết lộ rằng ca khúc "nói về việc bạn vừa trải qua một mối quan hệ không mấy tốt đẹp, rồi bạn quyết định đứng dậy, lại có một buổi hẹn hò mới đầu tiên sau cuộc chia tay kinh khủng đó". Cô công chiếu "Begin Again" lần đầu tiên trên Good Morning America vào ngày 24 tháng 9 năm 2012, trước khi ca khúc được chính thức phát hành kĩ thuật số trên iTunes vào ngày hôm sau, 25 tháng 9. "Begin Again" là đĩa đơn quáng bá đầu tiên trong loạt bốn đĩa đơn quáng bá cho album Red. Nhanh chóng sau đó, ca khúc đã được gửi đến đài phát thanh và trở thành đĩa đơn chính thức thứ hai của album, sau đĩa đơn thứ nhất là "We Are Never Ever Getting Back Together".

## Xếp hạng
| Bảng xếp hạng (2012)                 | Vị trí cao nhất |
| ------------------------------------ | --------------- |
| Úc (ARIA)                            | 20              |
| Canada (Canadian Hot 100)            | 4               |
| Ireland (IRMA)                       | 25              |
| New Zealand (Recorded Music NZ)      | 11              |
| Tây Ban Nha (PROMUSICAE)             | 35              |
| Anh Quốc (OCC)                       | 30              |
| Hoa Kỳ Billboard Hot 100             | 7               |
| Hoa Kỳ Hot Country Songs (Billboard) | 10              |

## Lịch sử phát hành
| Quốc gia | Ngày                | Định dạng               | Hãng đĩa            |
| -------- | ------------------- | ----------------------- | ------------------- |
| Mỹ       | 25 tháng 9 năm 2012 | Tải kỹ thuật số         | Big Machine Records |
| Mỹ       | 1 tháng 10 năm 2012 | Đài phát thanh đồng quê | Big Machine Records |